# Rubus sewardianus
Rubus sewardianus är en rosväxtart som beskrevs av Merritt Lyndon Fernald. Rubus sewardianus ingår i släktet rubusar, och familjen rosväxter. Inga underarter finns listade i Catalogue of Life.